# Marrakechfördraget

Länder där avtalet gäller, i juli 2022.

Marrakechfördraget är ett internationellt WIPO-avtal vars syfte är att öka tillgången till verk i tillgängliga format för personer med synnedsättningar, läsnedsättningar eller blindhet.
Avtalet antogs inom WIPO, FN:s specialorgan för immaterialrätt, i juni 2013. Förhandlingarna om avtalet inleddes 2009, för att främja gränsöverskridande utbyte och handel av verk i tillgängliga format.
7 januari 2014 lade Europeiska kommissionen fram ett förslag till rådsbeslut om att EU skulle underteckna fördraget. Fördraget genomfördes i EU-rätten genom förordningen (EU) 2017/1563, som reglerar handel mellan EU och tredje land av exemplar av verk i sådana tillgängliga format för fördragets syften, samt direktivet (EU) 2017/1564, som tillåter viss användning av samma verk av personer med blindhet, synnedsättning eller läsnedsättning.
EU införde fördraget som undantag 13 september 2017, genom ovan nämnda förordning och direktiv. Direktivet har därefter genomförts som ett undantag i den svenska upphovsrättslagen. 15 februari 2018 godkände rådet att man ingår fördraget även innan det fullt har ratificerats.